# فايد إنتو دركنيس
فايد إنتو دركنيس (Fade into Darkness) هي أغنية الدي جي السويدي أفيتشي ومن تأدية صوتية لأندرياس ماو، أطلقت الأغنية في 16 يونيو 2011.

## الترتيب في التصنيفات
| التصنيف (2011)                                 | المركز |
| ---------------------------------------------- | ------ |
| Netherlands (دتش توب 40)                       | 27     |
| Poland (Dance Top 50)                          | 19     |
| Poland (Polish Airplay New)                    | 2      |
| Romania (Romanian Top 100)                     | 81     |
| Sweden (سويرجتوبليستان)                        | 4      |
| Slovakia (الاتحاد الدولي للصناعة الفونوغرافية) | 44     |
| UK Dance (The Official Charts Company)         | 33     |
| UK Independent (The Official Charts Company)   | 27     |
| UK Singles (شركة الجداول الرسمية)              | 196    |